# Eugenio Courret
Eugenio Courret (Angulema, Charente, 1841 - França, 1920) va ser un fotògraf francès radicat a la ciutat de Lima, Perú. Va arribar a aquesta ciutat en 1860 per treballar com camarógraf en l'estudi fotogràfic d'Eugène Maunoury. En 1863 va fundar amb el seu germà Aquil·les l'estudi “Fotografia Central”. En 1887 va deixar l'estudi a Adolphe Dubreuil para després, en la dècada de 1890, retornar a França on va prosseguir la seva labor fotogràfica. L'estudi Courret va fer fallida definitivament el 1935, l'arxiu comptava llavors amb més de 150.000 negatius. A causa d'això, es va lliurar a molts dels seus treballadors com a part de pagament els negatius de vidre. Entre aquells que van rebre tal pagament va estar la família Rengifo, els qui conserven un arxiu d'aproximadament 54.000 plaques. El 1987 aquesta família va oferir aquest arxiu a la Biblioteca Nacional de Perú perquè sigui protegit.